# Sixième collège du Nord (Dunkerque) de 1831 à 1848
Le sixième collège du Nord était l'une des 12 circonscriptions législatives françaises que comptait le département du Nord pendant la Monarchie de Juillet.

## Description géographique et démographique
Le 6e collège du Nord (Dunkerque) était situé à la périphérie de l'agglomération dunkerquoise. Située entre la Belgique et le Pas-de-Calais, la circonscription est centrée autour de la ville de Dunkerque.
Elle regroupait les divisions administratives suivantes : Canton de Dunkerque-Est ; Canton de Dunkerque-Ouest.

## Historique des députations
| Législature    | Début de mandat | Fin de mandat   | Député élu            | Parti politique        | Observations |
| -------------- | --------------- | --------------- | --------------------- | ---------------------- | ------------ |
| 2e législature | 5 juillet 1831  | 25 mai 1834     | Étienne Dupouy        | Majorité conservatrice |              |
| 3e législature | 21 juin 1834    | 3 octobre 1837  | Édouard Roger du Nord | Conservateur           |              |
| 4e législature | 4 novembre 1837 | 2 février 1839  | Édouard Roger du Nord | Tiers parti            |              |
| 5e législature | 2 mars 1839     | 12 juin 1842    | Édouard Roger du Nord | Tiers parti            |              |
| 6e législature | 9 juillet 1842  | 6 juillet 1846  | Édouard Roger du Nord | Tiers parti            |              |
| 7e législature | 1er août 1846   | 24 février 1848 | Édouard Roger du Nord | Tiers parti            |              |

## Élections législatives de 1831
Les élections législatives françaises de 1831 dans le 6e collège du Nord (Dunkerque) se déroulent le 5 juillet 1831.

### Circonscription
Le 6e collège du Nord (Dunkerque) était composé en 1831 des Cantons de Dunkerque-Est et Dunkerque-Ouest.

### Contexte
À la suite, en 1830, de la révolution de Juillet qui voit Louis-Philippe monter sur le trône et conformément à la Charte de 1830, la loi électorale a été modifiée le 19 avril 1831. Si le suffrage demeure censitaire, le corps électoral a été élargi, portant le nombre d'électeurs inscrits à 166 583, pratiquement le double du total des élections précédentes. Il faut désormais être âgé d'au moins vingt cinq ans et verser une contribution directe (cens) de 200 francs pour avoir accès au vote, contre 300 francs auparavant. Les membres des professions libérales ou de la fonction publique, appelés « capacités », peuvent néanmoins voter s'ils justifient simplement d'une imposition de 100 francs. Par ailleurs, il est mis fin au système de double-vote instauré en juin 1820 qui permettait aux électeurs les plus fortunés de voter deux fois. La France est découpée en 459 circonscriptions où les députés sont élus au scrutin uninominal majoritaire à un tour. Les candidats doivent quant à eux être agés d'au moins trente ans et verser un cens de 500 francs.

### Résultats[5]
- Député sortant : Benjamin Morel (Majorité ministérielle)

| Candidat         | Candidat        | Parti                  | Premier tour | Premier tour | Second tour | Second tour |
| Candidat         | Candidat        | Parti                  | Voix         | %            | Voix        | %           |
| ---------------- | --------------- | ---------------------- | ------------ | ------------ | ----------- | ----------- |
|                  | Étienne Dupouy* | Majorité conservatrice | 169          | 58,07        |             |             |
|                  | M. Ardéachon    | ??                     | 111          | 38,14        |             |             |
| Inscrits         | Inscrits        | Inscrits               | 363          | 100,00       |             |             |
| Abstentions      |                 |                        |              |              |             |             |
| Votants          | Votants         | Votants                | 291          | 80,16        |             |             |
| Blancs et nuls   |                 |                        |              |              |             |             |
| Exprimés         |                 |                        |              |              |             |             |
| * député sortant |                 |                        |              |              |             |             |